# Tulsidas
Rambola Dubey (Soron, Uttar Pradesh, 1543. – Varanasi, 1623.), poznat kao Tulsidas, bio je vaišnavski svetac i pjesnik, poznat po svojoj predanosti bogu Rami. Napisao je nekoliko poznatih sanskrtskih, avadiskih i brađbaških djela, no najpoznatiji je po djelu Hanuman Chalisa te epu Ramcharitmanas, prepjevu Ramajane na jeziku awadhi.
Većinu svog života Tulsidas je proveo u Banarasu (danas Varanasi) i Ayodhyji. Ghat Tulsi na Gangesu u Varanasiju nazvan je po njemu. Tulsidas je osnovao hram Sankat Mochan Hanuman u Varanasiju, za koji se vjeruje da je izgrađen na mjestu gdje je Hanuman uočen. Također je započeo tradiciju Ramlila, pučkih izvedbi Ramajane.
Proglašen je jednim od najboljih pjesnika indijske, hindske i svjetske književnosti. Njegov se golem utjecaj na suvremenu umjetnost Indije očituje u vernakularu, Ramlilama, klasičnoj glazbi Hindustana, popularnoj glazbi i televizijskim serijama.